# Острів сліз
«Острів сліз» (рос. Остров слёз; біл. Востраў/Выспа слёз; офіційна назва: Острів мужності та скорботи, рос. Остров Мужества и Скорби, біл. Востраў Мужнасці і Смутку) — величний меморіал у столиці Білорусі місті Мінську на вшанування загиблих білоруських воїнів у Радянсько-афганській війні (1979—89).

## Розташування й загальні дані
Комплекс розташований на штучному острові на річці Свіслочі у мінському середмісті біля Троїцького передмістя. 
Автори пам'ятника — скульптор Ю. Павлов та архітектори М. Корольов, Т. Корольова-Павлова, В. Лапцевич, Г. Павлова, А. Павлов, Д. Хомяков.
Будівництво меморіалу було розпочато ще за СРСР 1988 року, тобто коли «Афганська» війна ще не завершилась. Повністю комплекс був відкритий 3 серпня 1996 року.

## Опис

Фрагменти меморіалу

Потрапити на острів можна перекидним арковим містком. Вже на вході відвідувачів зутрічає бронзова ікона Божої Матері — ікона, вмурована в кам'яну брилу. На цьому камені — текст білоруською: «Синам, загиблим в Афганістані, зведено цей храм...» І далі рядки — «Щоб ли́ха не було ані на своїй, ні на чужій землі...».
Сам пам'ятник являє собою меморіальну каплицю, в основу обрисів якої покладено первинний вигляд храму Єфросинії Полоцької, яким він був, імовірно, в XI столітті. У середині храму — на його стінах викарбувані імена всіх синів Бєларусі (загалом 771 ім'я), що полягли у війні в Афганістані. Біля кожного з прізвищ є невелика виємка, куди рідні загиблого під час відвідання можуть поставити запалену свічу. Внутрішня поверхня стін пам'ятника та його купол розписані картинами на біблійні сюжети, тут же зображення архангелів Михаїла та Гавриїла, що вважаються заступниками білоруського воїнства ще з часів Грюнвальдської битви. 
У центр хреста, що вивищується над храмом, вставлено рубін. Спеціально встановлений над долівкою ліхтар, освітлює хрест знизу. Сяючий рубін символізує кров Христа і кров загиблих воїнів. У центрі каплиці знаходиться Святе місце — тут у землю закладено дрібок афганської землі, рясно омитої кров'ю радянських солдатів, а також земля, привезена з їхніх могил за межами Білорусі; тут же зберігається капсула зі списком загиблих та зверненням до нащадків. До п'яти дзвонів прикріплені металічні струни, які гудуть на вітру, дзвонять дзвони Пам'яті за душами загиблих вояків-білорусів.
До складу меморіалу «Острів сліз» входять також встановлені на острові скульптура «Янгола, що плаче» та величезні брили з накресленими на кожній з них назвами афганських провінцій, де вели бої радянські підрозділи.